# Душа твоя будет свидетельствовать!
«Душа твоя будет свидетельствовать!» (швед. Körkarlen; др. название — Возница) ― сказочно-фантастическая повесть шведской писательницы Сельмы Лагерлёф, которая стала первой женщиной, получившей Нобелевскую премию по литературе в 1909 году.
Книга впервые издана в 1912 году. В 1921 году роман был переведен на английский язык писателем Уильямом Фредериком Харви в 1921 году.
Шведская ассоциация поручила Лагерлеф написать её как средство просвещения общественности о болезни туберкулёз («чахотка»).
Роман был дважды экранизирован в Швеции и один раз во Франции под различными английскими названиями.

## Главные персонажи
Эдит — социальный работник, пыталась помочь Дэвиду. Умирает от туберкулёза.
Дэвид Холм — первый покровитель социального дома Эдит, которая полюбила его.
Жена Холма — несчастная женщина, пытается покончить жизнь самоубийством.
Джордж — умерший друг Дэвида, после смерти работает кучером смерти.
Младший брат Дэвида — сидит в тюрьме по вине старшего брата, сбившего его с пути истинного. Умирает от туберкулёза.

## Содержание
Действие романа происходит в маленьком безымянном городке в Швеции в начале XX века.
Молодая девушка по имени Эдит трудилась социальным работником в Армии спасения, помогала людям. Но сейчас она сама находится на смертном одре, умирая от «чахотки» (туберкулёза). Она говорит своим родным, что перед смертью она хотела бы снова увидеть Дэвида Холма, одного из её подопечных. Становится очевидно, что у этих двоих особые отношения.
Годом ранее Дэвид Холм стал первым покровителем недавно открывшегося дома социального обеспечения, который основала Эдит. Именно от него тогда девушка и заразилась туберкулёзом после того, как она не спала всю ночь, подшивая его порванное и заражённое туберкулезными палочками пальто.
В течение всего года Эдит хотела помочь Холму, но тот всегда жёстко отвергал её помощь. К тому же он злоупотреблял спиртным. Несмотря на это, её решимость помочь ему только укрепилась. И Эдит прониклась чувством глубокой любви к Дэвиду.
Спустя некоторое время Эдит узнала, что Дэвид был женат, но его жена ушла от него из-за его жестокости пьянства. Ушла, забрав с собой детей… Эдит находит её и уговаривает жену Дэвида вернуться домой, но тот обращается с ними хуже, чем когда-либо. Вдобавок Дэвид угрожает намеренно заразить своих детей туберкулезом. Девушка чувствует себя очень виноватой.
И перед смертью Эдит хочет в последний раз попытаться навести порядок в жизни Дэвида и его семьи.
Дэвид тем временем сидит в парке с приятелями-собутыльниками и рассказывает им ужасную историю о кучере смерти. Этот кучер является последним умершим в прошедшем году, который нанимается кучером Смерти и забирает души умерших в текущем году, увозя их в Призрачной карете. Холм услышал эту историю от своего друга Джорджа, который умер в прошлом году в канун Нового года.
После этой попойки Дэвид ввязывается в драку со своими приятелями, получает удар в грудь, у него начинается внутреннее кровоизлияние, осложнённое туберкулёзом. Он бездыханным падает на землю. И в этот же момент часы бьют полночь. Затем в Призрачной карете появляется не кто иной, как его старый друг Дэвида — Джордж. Теперь Дэвид должен заменить Джорджа и служить кучером в течение года после своей смерти. Когда Дэвид отказывается, Джордж связывает его и бросает в карету со смертью.
Теперь Дэвид умер, душа его окинула тело и он стал призраком. И Джордж ведёт его к людям, которых Дэвид любил больше всего и которым он причинил больше всего боли.
Сначала они навещают умирающую Эдит. Когда Дэвид узнает, что Эдит любила его, он раскаивается и падает на колени перед ней. Эдит умирает со спокойной душой, и кучер забирает её душу из тела.
Затем Дэвид и Джордж отправляются в тюрьму, в которой сидит младший брат Дэвида. Он сбил своего брата с пути истинного, приучив его к выпивкам, и брат потом совершает убийство в пьяном виде. И брат Дэвида тоже смертельно болен туберкулёзом. Брат сожалеет, что не смог выполнить обещание, которое он когда-то дал больному ребёнку, мечтавшего увидеть океан. Дэвид клянётся, что выполнит обещание своего брата, и поэтому его брат умирает с миром.
Наконец, Дэвид вместе с кучером приезжает к своей жене. Она решила покончить с собой и детьми, поскольку жизнь с Дэвидом больше невыносима, и она не видит другого выхода. Дэвид впервые в жизни чувствует любовь к ней и своим детям.
Он умоляет Джорджа позволить его душе вернуться в тело, чтобы он смог помешать своей жене покончить с собой и детьми. Джордж идёт навстречу Дэвиду и тот возвращается в своё тело и оживает. И Дэвид искупает свою вину перед женой в полном слезах воссоединении.
Джордж ещё год будет возницей мёртвых. А Дэвид произносит новогоднюю молитву, которой он научился у Джорджа: — Господи, дай душе моей созреть, прежде чем настанет час жатвы!

## История создания
Шведская ассоциация поручила Сельме Лагерлёф написать публицистическую статью о туберкулёзе и борьбе с ним. Лагерлёф сразу же согласилась заняться этой работой, поскольку эта болезнь затрагивала и её лично: туберкулёзом болели её старшая сестра Анна и их маленький ребёнок. До изобретения антибиотиков туберкулёз был широко распространён. Люди боялись этого недуга, поэтому общественное образование имело важное значение. Поскольку Лагерлёф была писательницей, она предложила написать не статью, а роман.
Лагерлеф встроила в структуру романа уроки о том, как избежать заражения этой болезнью. В эти уроки входили последствий кашля в общественных местах, гигиены и стерилизации одежды. 
В большей степени, чем в своих ранних работах, писательница отразила в своём романе и конкретные социальные проблемы — алкоголизм и домашнее насилие. Её опыт работы в качестве молодой учительницы в южном шведском городе Ландскруна помогало в написании романа. В романе присутствуют вместе реализм и миф. Главный персонаж произведения, Дэвид Холм, является олицетворением зла, в конце ставшего на путь истинный.
В более ранних произведениях Лагерлёф мифы и легенды очень редко встречаются, либо их вообще не было. Роман «Душа твоя будет свидетельствовать!» стал первым в её творчестве, где мифическое начало становится доминирующим.
В письме Софи Элкан писательница написала, что вечером, когда она была одна в своей комнате и работала над романом, у неё иногда возникало ощущение, что только тонкая завеса отделяет её от потустороннего мира. Это чувство является основным мотивом этого романа.

## Экранизации
- 1921 — немой фильм «Возница» (Швеция)
- 1939 — «Призрачная карета», режиссёр Жюльен Дювивье (Франция)
- 1958 ― «Возница», режиссёр Арне Маттсон (Швеция)